# فرودگاه ایپن‌بورخ
فرودگاه ایپن‌بورخ (به انگلیسی: Ypenburg Airport) (به زبان بومی: Vliegveld Ypenburg) یک فرودگاه قدیمی و تعطیل‌شده است که در کشور هلند قرار دارد.